# Caravate

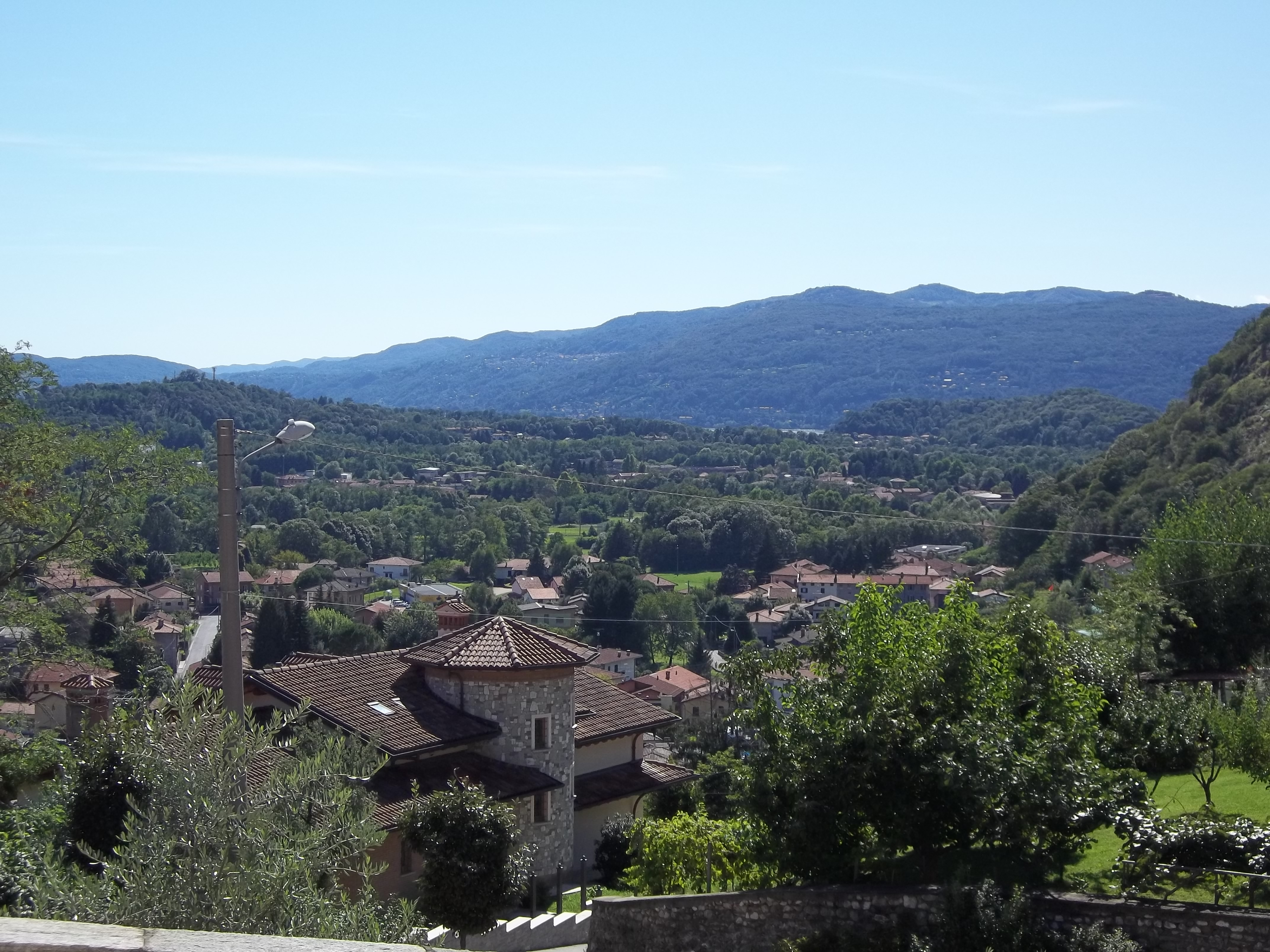
Caravate

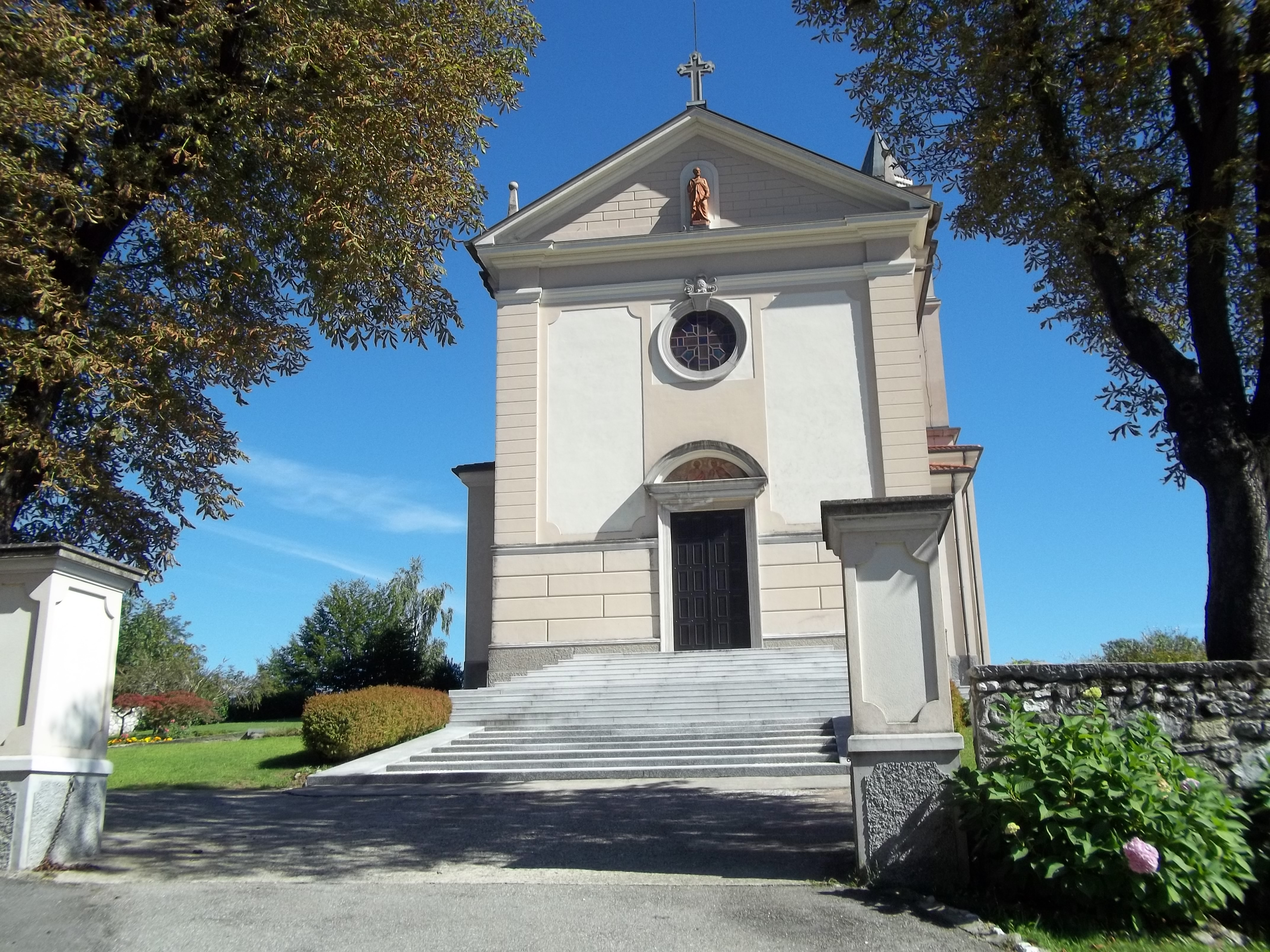
Pfarrkirche Santi Giovanni Battista e Maurizio

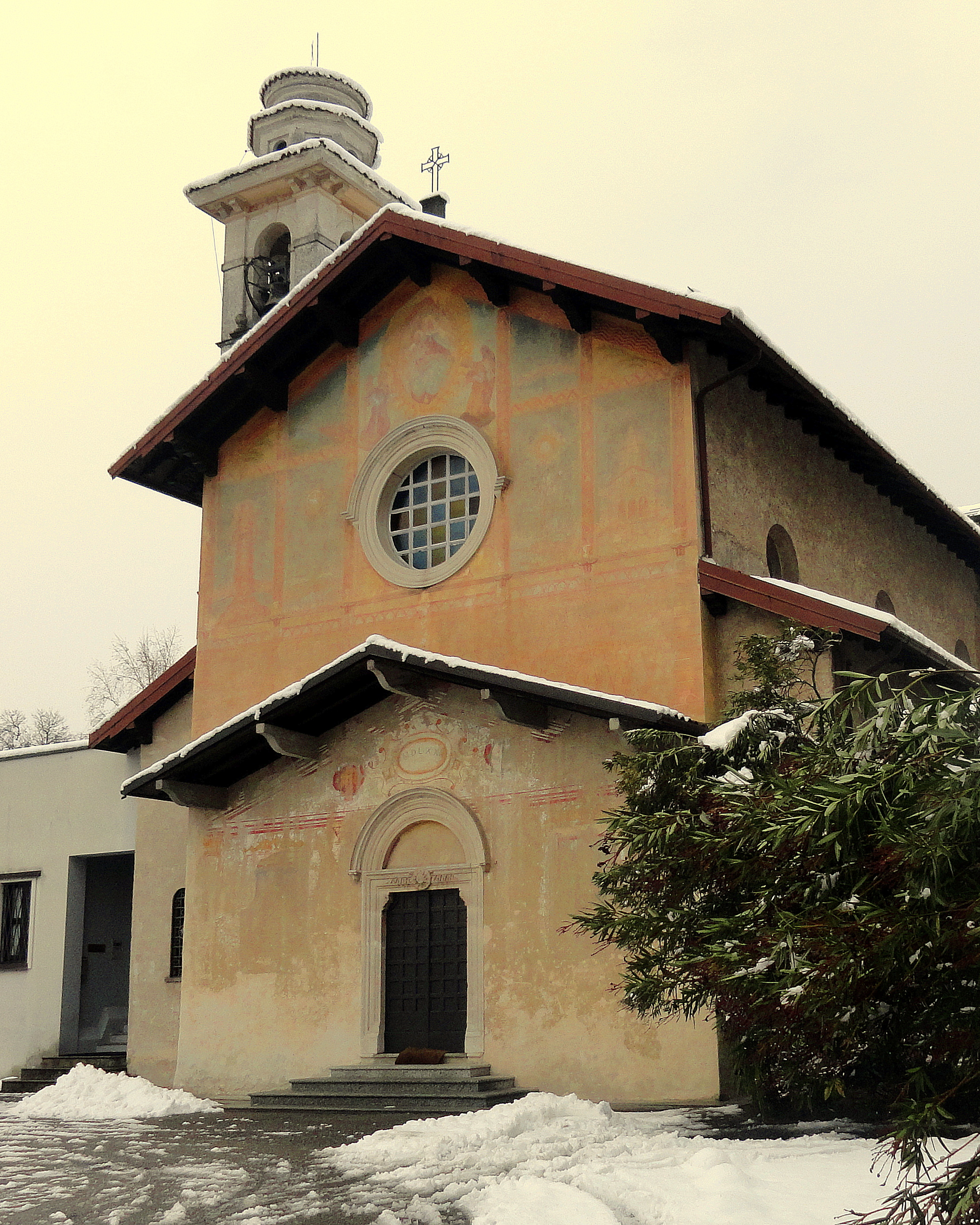
Wallfahrtskirche Santa Maria Del Sasso

Caravate ist eine italienische Gemeinde (comune) in der Provinz Varese in der Region Lombardei.

## Geographie
Die Gemeinde liegt etwa 15 Kilometer nordwestlich von Varese und gehört zur Comunità montana Valli del Verbano. Die bedeckt eine Fläche von 5,05 km². Zu Caravate gehören die Fraktionen Cadè, Canton Chiedo, Canton d’Oro, Cà Stecco, Castello, Fornace Farsani, Fornazze, Monte San Giano, Pozzei, San Clemente, Santa Maria del Sasso, Stallazzo und Virolo. Die Nachbargemeinden sind Besozzo, Cittiglio, Gemonio, Laveno-Mombello, Leggiuno und Sangiano.

## Geschichte
Caravè ist eine antike Siedlung im Gemeindegebiet gewesen, die wohl keltischen Ursprungs war. Der Ort Caravate in der Pieve von Cuvio, der in den Statuten der Straßen und Gewässer der Grafschaft von 1346 als Caravà erwähnt wird, gehörte zu den Gemeinden, die im 14. Jahrhundert zur Instandhaltung der Straße von Rho beitrugen (1346). Mit einer Anweisung des Notars Giacomo Perego vom 16. Mai 1450 wurde das Gebiet von Val Cuvia von Herzog Francesco I. Sforza an seinen Ratsherrn Pietro Cotta als Lehen vergeben. Das Lehen ging 1727 an den Grafen Giulio Visconti Borromeo Arese über, wobei der Verkäufer, der Jurist Pietro Cotta, das Recht hatte, die Lehnsrechte, d. h. die gepolsterte Gebühr, auf Lebenszeit einzuziehen.
In den Registern des Estimo (Grundbuch) des Herzogtums Mailand von 1558 und den nachfolgenden Aktualisierungen im 17. und 18. Jahrhundert war Caravate unter den Gemeinden, die in derselben Pieve erfasst wurden. Nach den Antworten auf 45 Fragen, die 1751 vom zweiten Volkszählungsrat gestellt wurden, wurde Caravate an die Erben des Grafen Giulio Visconti belehnt, die dafür 83 Lire pro Jahr an Lehnsabgaben zahlen mussten. Die Rechtsprechung wurde vom feudalen Podestà ausgeübt, der in Cuvio, dem Haupt der Gemeinde, ansässig war und ein Jahresgehalt von 14 Lire erhielt. Der Gemeindekonsul leistete keinen Eid auf die kriminellen Banken, sondern erstattete lediglich Anzeige sowohl beim königlichen Amt in Varese als auch beim feudalen Amt in der Pieve. Für jede Beschwerde wurden 10 Euro gezahlt, was von der Gemeinschaft als ungerecht empfunden wurde.
Es gab weder einen allgemeinen noch einen besonderen Rat, sondern nur den Bürgermeister, den Konsul und den Kanzler, die jährlich ernannt wurden. Für kollektive Entscheidungen lud der Konsul nach vorheriger Ankündigung die Familienoberhäupter und die ersten Schätzer auf den öffentlichen Platz ein, meist an einem Feiertag nach der Messe. Der Kanzler wohnte in der Gemeinde Coquio und erhielt ein Jahresgehalt von 34 Lire.

## Bevölkerung
| Bevölkerungsentwicklung | Bevölkerungsentwicklung | Bevölkerungsentwicklung | Bevölkerungsentwicklung | Bevölkerungsentwicklung | Bevölkerungsentwicklung | Bevölkerungsentwicklung | Bevölkerungsentwicklung | Bevölkerungsentwicklung | Bevölkerungsentwicklung | Bevölkerungsentwicklung | Bevölkerungsentwicklung | Bevölkerungsentwicklung |
| ----------------------- | ----------------------- | ----------------------- | ----------------------- | ----------------------- | ----------------------- | ----------------------- | ----------------------- | ----------------------- | ----------------------- | ----------------------- | ----------------------- | ----------------------- |
| Jahr                    | 1751                    | 1805                    | 1853                    | 1871                    | 1901                    | 1921                    | 1951                    | 1971                    | 1991                    | 2001                    | 2011                    | 2021                    |
| Einwohner               | 336                     | 657                     | *1015                   | 1419                    | 1622                    | 1643                    | 1560                    | 2145                    | 2471                    | 2607                    | 2612                    | 2577                    |

- 1809 Fusion mit Gemonio

## Verkehr
Durch die Gemeinde führt die Staatsstraße 394 von Varese zur Schweizer Grenze.

## Sehenswürdigkeiten
- Romanische Kirche Sant’Agostino (11. Jahrhundert).[2]
- Romanische Kirche San Clemente (10. Jahrhundert) auf dem Hügel San Clemente.[3]
- Pfarrkirche Santi Giovanni Battista e Maurizio in der Fraktion Castello, erbaut 1831 und restauriert, Ingenieur Lorenzo Bernago.
- Mittelalterliche Wallfahrtskirche Santa Maria del Sasso.